# Шелковица южная
Шелкови́ца южная (лат. Morus australis), или Шелковица атласная (лат.  Morus bombycis) — это вид растений рода Шелковица семейства Тутовые: кустарник или небольшое листопадное дерево, дающее съедобные плоды. 
Общее распространение шелковицы южной: страны Восточной, Юго-Восточной и Южной Азии. Занесена в Красную книгу Сахалинской области, через которую проходит граница естественного ареала.
Другие русские названия: тут атласный, тутовое дерево атласное, тут шелковичный, шелковица кормовая и шелковица шелковичная.

## Ботаническое описание
Кустарник или двудомное дерево 3—7 (до 10) метров высотой. 
Кора серовато-коричневая.
Листья опадают на зиму. Их длина составляет 5—14 см, ширина равняется 3,5—12 см. Форма яйцевидная или выемчато-лопастная (от трёх до пяти лопастей). Края листьев пильчатые. Верхняя поверхность шероховатая, нижняя опушённая. Длина черешков: 1—2,5 см. Зимние почки конические или яйцевидные.
Цветёт в разных районах выращивания с марта по июнь. Мужские серёжковидные соцветися имеют длину 1—1,5 см. Цветки зелёные, а пыльники на тычинках жёлтые. Шаровидные женские соцветия густо опушены. Столбик пестика длинный, рыльце двухлопастное.
Плоды — костянки, объединённые в соплодия размером 1—3 см. Они съедобные, на вкус сладкие. Цвет соплодий меняется от красного или розоватого до красновато-чёрного или тёмно-фиолетового. Период созревания плодов данного вида шелковицы приходится на апрель — август, что зависит от климата того региона, где она растёт.
|                                        |  |  |
| Слева направо: кора и листья шелковицы |  |  |

## Распространение и экология

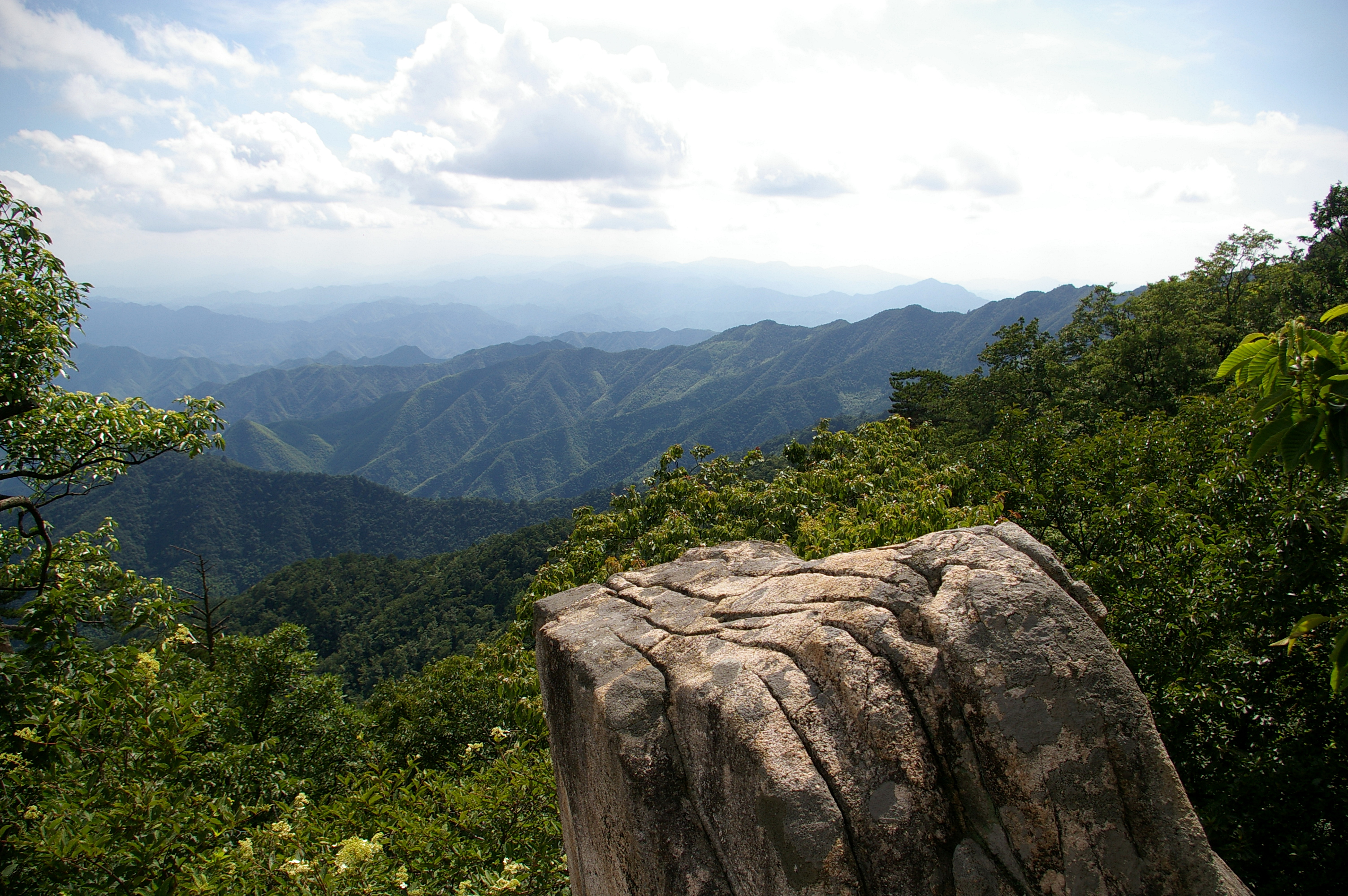
Восточный Китай, Тяньмушань

Ареал шелковицы южной охватывает несколько регионов в Азии. Список стран, где она встречается: Россия, Индия, Непал, Бутан, Шри-Ланка, Мьянма, Китай, КНДР, Южная Корея и Япония. В России естественно произрастает на крайнем юге Сахалинской области: островах Монерон, Кунашир и Шикотан.  
Обитает в долинах и на склонах гор разной экспозиции, взбираясь по ним до высоты 2000 м. Селится на известняках, скалах и каменистых осыпях, что говорит о её неприхотливости. Данный вид относится к мезофитам. О засухоустойчивости шелковицы южной не сообщается, но известно, что она внедряется в леса с преобладанием птероцелтиса Татаринова, покрывающие крутые каменистые (известняковые) склоны южной экспозиции в засушливом Северном Китае. 
Растёт на опушках, в открытых древесно-кустарниковых зарослях и бамбучниках. Характерна для листопадных лесов Восточного Китая и Японии. В этих растительных сообществах доминируют дзельква пильчатая и три вида дуба: монгольский, чуждый и пильчатый. Главным деревьям сопутствуют каштаны Генри и городчатый, калопанакс, пара видов ореха и липа японская. В дубовых и сосново-дубовых лесах Циньлиня шелковица южная встречается в количествах меньших, чем её родственницы: шелковицы монгольская и белая.
Шелковицу атласную недаром считают теневыносливой. Её обнаружили в смешанных лесах острова Хоккайдо, отличающихся высокой значимостью пихты сахалинской, и в корейских чернопихтарниках, причём как в тех, что стоят на крутых склонах с участием берёзы железной, так и в старовозрастных долинных с корейским кедром и вязом японским. В нижних ярусах этих смешанных лесов плотно растёт бамбук из рода саза, мешающий возобновлению деревьев и кустарников. 
Растение указывается для нижнего подъяруса древостоя, яруса кустарников и травяного покрова, через который пробиваются всходы шелковицы.

## Значение и применение
Плоды употребляются в пищу. Листьями кормят гусениц тутового шелкопряда. Из коры (луба) делают бумагу. Шелковица атласная — лекарственное растение.